# Bipalium kewense

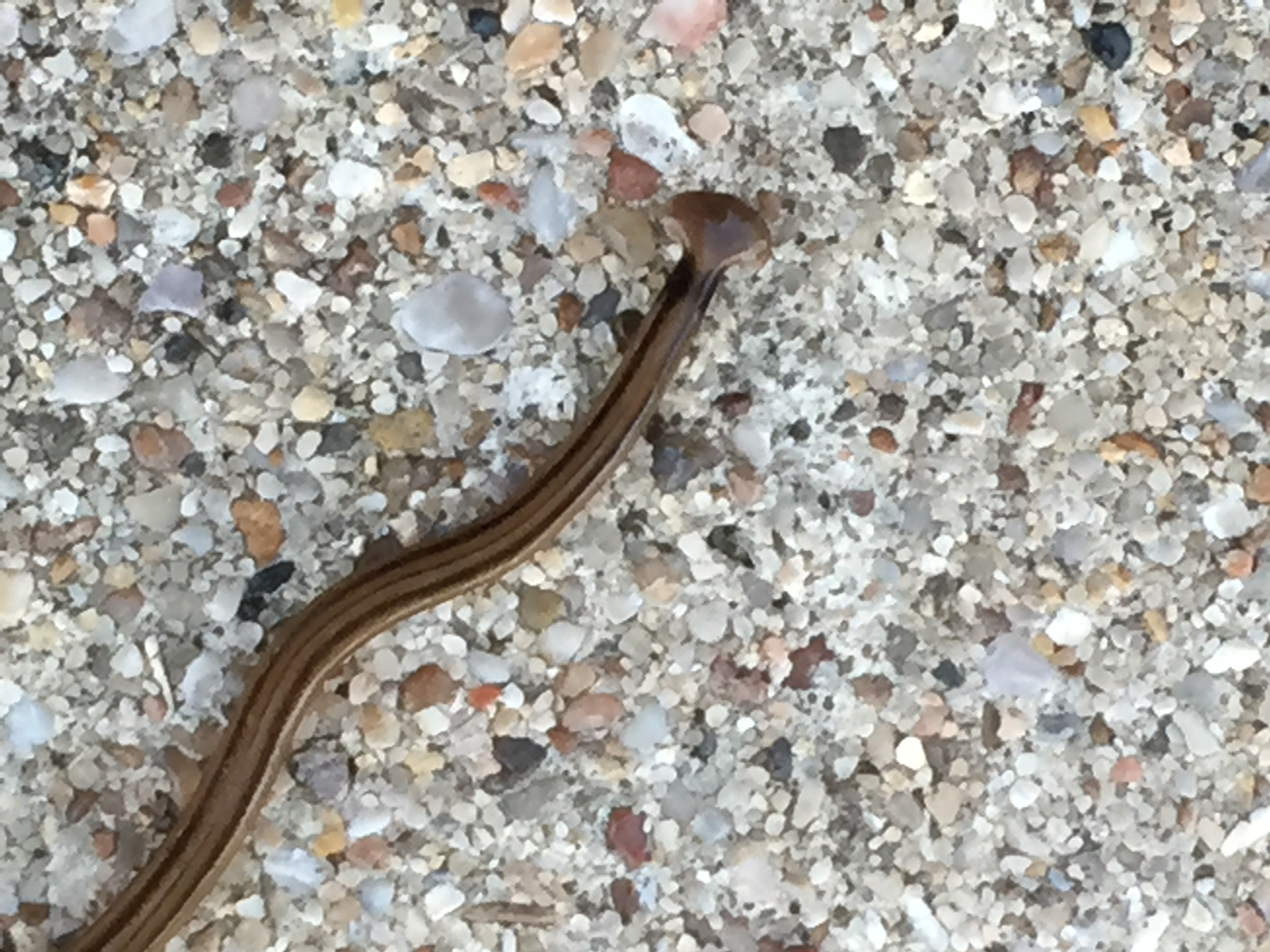
Kopf von Bipalium kewense. Austin, Texas

Bipalium kewense oder Hammerhaiwurm ist ein zu den Landplanarien (Geoplanidae) zählender Strudelwurm, der sich von Regenwürmern ernährt. Ursprünglich vermutlich in Südostasien heimisch, ist er heute in weiten Teilen Nordamerikas, aber auch in Großbritannien und in Frankreich anzutreffen.

## Merkmale
Der Plattwurm wird etwa 5 bis 35 Zentimeter lang und 3 bis 5 Millimeter breit. Der Kopf des Wurms ist halbmondförmig bzw. „hammerkopfartig“ verbreitert während das Schwanzende spitz zuläuft. Das Tier ist gelbbraun mit fünf dunkelpurpurfarbenen Längsstreifen. Drei dünnere, dunklere Streifen verlaufen in der Mitte und an den Rändern des Rückens, zwei weitere, dickere und hellere Streifen zwischen den drei anderen. Am Kopf befinden sich zahlreiche Punktaugen.

### Giftigkeit
Neuere Untersuchungen zeigen, dass der Hammerhaiwurm eines der stärksten bekannten Gifte, Tetrodotoxin, produziert. Tetrodotoxin ist u. a. aus Kugelfischen bekannt.

## Lebenszyklus
Bipalium kewense ist wie alle Strudelwürmer ein Hermaphrodit, doch wurde die Art nur selten bei geschlechtlicher Fortpflanzung beobachtet. Dabei werden Eikapseln abgelegt, aus denen nach wenigen Wochen Jungtiere schlüpfen. Zumindest in Großbritannien findet Vermehrung meist asexuell statt, wobei das Tier seinen hinteren, 2 bis 4 cm langen, Abschnitt abwirft, dem dann ein neuer Kopf wächst.

## Lebensraum und Verbreitung

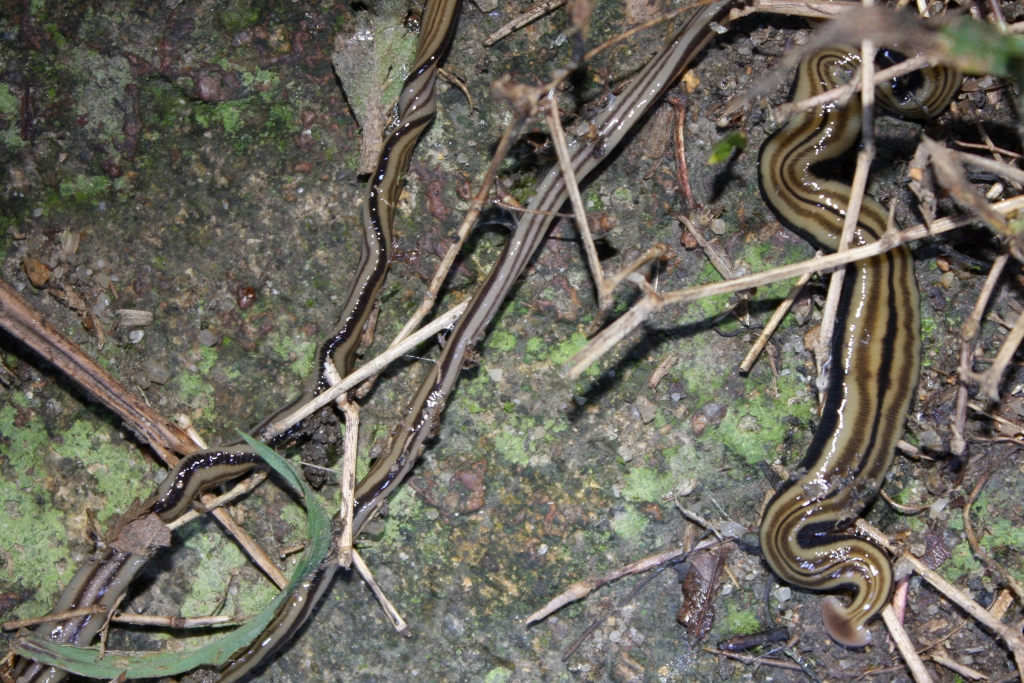
Bipalium kewense in natürlicher Umgebung. Tai Mo Shan, Hong Kong

Man vermutet, dass Bipalium kewense ursprünglich in Südostasien heimisch ist. In Großbritannien ist der Plattwurm vor allem in Gewächshäusern zu finden. Henry Nottidge Moseley beschrieb die Art 1878 erstmals in den Royal Botanic Gardens (Kew) in London. Auch in Deutschland wurde Bipalium kewense seit 1898 in verschiedenen Gewächshäusern unter anderem der Botanischen und Zoologischen Gärten von Breslau, Berlin, Hamburg, Dresden, Leipzig und Bonn gefunden, nicht jedoch im Freiland. Im Mai 2018 erschien zudem eine Arbeit über zahlreiche Sichtungen der Art in Frankreich, wo die Art wahrscheinlich bereits seit mehreren Jahren verbreitet ist.

## Nahrung
Bipalium kewense frisst Regenwürmer. Er umschlingt seine Beute, stülpt seinen rüsselartigen Schlund (Pharynx) aus und verdaut sie mit Hilfe von Verdauungsenzymen vor, ehe sie durch Pumpbewegungen des Pharynx über die bauchseitige Mundöffnung eingesogen wird.

## Synonyme
Moseley beschrieb die Art unter dem heute gültigen Namen Bipalium kewense, doch wurden seitdem auch die Synonyme Placocephalus kewensis und Sphyrocephalus kewense verwendet.